# Episodi di Heartbeat (seconda stagione)
La seconda stagione della serie televisiva Heartbeat è stata trasmessa in anteprima nel Regno Unito dalla ITV1 tra il 18 aprile 1993 e il 20 giugno 1993.
| nº | Titolo originale       | Titolo italiano | Prima TV UK    | Prima TV Italia |
| -- | ---------------------- | --------------- | -------------- | --------------- |
| 1  | Secrets                | inedito         | 18 aprile 1993 | inedito         |
| 2  | End of the Line        | inedito         | 25 aprile 1993 | inedito         |
| 3  | Manhunt                | inedito         | 2 maggio 1993  | inedito         |
| 4  | Bitter Harvest         | inedito         | 9 maggio 1993  | inedito         |
| 5  | Over the Hill          | inedito         | 16 maggio 1993 | inedito         |
| 6  | Bang to Rights         | inedito         | 23 maggio 1993 | inedito         |
| 7  | A Talent for Deception | inedito         | 30 maggio 1993 | inedito         |
| 8  | Baby Blues             | inedito         | 6 giugno 1993  | inedito         |
| 9  | Wall of Silence        | inedito         | 13 giugno 1993 | inedito         |
| 10 | Missing                | inedito         | 20 giugno 1993 | inedito         |